# آقای روباه شگفت‌انگیز
آقای روباه شگفت انگیز (به انگلیسی: Fantastic Mr.Fox) یکی از آثار رولد دال می‌باشد .

## خلاصه داستان
آقای روباه، برای تأمین غذای خانوادهٔ خود از سه مزرعه دار به نام‌های بوگیس، بونس و بین غذا می دزدد.آنها سعی به دستگیری او می‌کنند و تا حدودی هم در کار خود موفق هستند چون آقای روباه و خانواده‌اش تا مدتی غذا نمی‌خورند!...